# Charles Le Forestier
Charles Le Forestier (?- 1820) fue un botánico, y médico francés, que desarrolló sus actividades liberales en Saint-Quentin, siendo además el primer maestro botánico de Jean Louis Marie Poiret (1755-1836).

## Eponimia
Género
- (Oleaceae) Forestiera Poir.[3]

Especies
- (Brassicaceae) Iberis forestieri Jord.[4]
- (Orchidaceae) Ophrys forestieri (Rchb.f.) Lojac.[5]